# چاله مورت (ورامین)
چاله مورت (پیشوا)، روستایی از توابع بخش مرکزی پیشوا شهرستان پیشوا در استان تهران ایران است.

## جمعیت
این روستا در دهستان بهنام سوخته جنوبی قرار دارد و براساس سرشماری مرکز آمار ایران در سال ۱۳۸۵، جمعیت آن ۲۹ نفر (۷خانوار) بوده‌است.